# آل جلاد (البيضاء)

تعديل مصدري - تعديل

آل جلاد هي إحدى قرى عزلة مذوقين بمديرية البيضاء التابعة لمحافظة البيضاء، بلغ تعداد سكانها 241 نسمة حسب تعداد اليمن لعام 2004.